# Repülőpele-formák
A repülőpele-formák (Zenkerellinae) az emlősök (Mammalia) osztályának a rágcsálók (Rodentia) rendjébe, ezen belül a pikkelyesfarkúmókus-félék (Anomaluridae) családjába tartozó alcsalád.

## Rendszerezés
Az alcsaládba az alábbi 2 nem és 3 faj tartozik:
- Idiurus Matschie, 1894 – 2 faj
- Zenkerella Matschie, 1898; szinonimája: Aethurus de Winton, 1898 – 1 faj
  - suta pikkelyesmókus vagy pikkelyesfarkú pele (Zenkerella insignis) Matschie, 1898